# Khorèn Hovhannissian
Khorèn Hovhannissian   (Yerevan, 10 de gener de 1955), també anomenat Khorèn Oganessian, és un exfutbolista armeni de les dècades de 1970 i 1980 i entrenador.
Fou 34 cops internacional amb la selecció de la Unió Soviètica amb la qual participà en la Copa del Món de futbol de 1982. Pel que fa a clubs, defensà els colors de FC Ararat Yerevan i FK Pakhtakor Tashkent.
Fou escollit Golden Player de la UEFA per Armènia el 2003.